# Gouvernement Sunila II
République de Finlande
Svinhufvud II Kivimäki 
Le gouvernement Sunila II est le 19ème gouvernement de la République de Finlande, qui a siégé 635 jours du 21 mars 1931 au 14 décembre 1932.

## Composition
| Ministre                                                                       | Période                 | Parti | Parti |
| ------------------------------------------------------------------------------ | ----------------------- | ----- | ----- |
| Premier ministre Juho Sunila                                                   | 21.3.1931 - 14.12.1932  |       | ML    |
| Ministre des Affaires étrangères Aarno Yrjö-Koskinen                           | 21.3.1931 - 14.12.1932  |       | Kok   |
| Ministre de la Justice Toivo Kivimäki                                          | 21.3.1931 - 14.12.1932  |       | EP    |
| Ministre de l'Intérieur Ernst von Born                                         | 21.3.1931 - 14.12.1932  |       | RKP   |
| Vice-Ministre de l'Intérieur Niilo Solja Lennart Oesch Arvo Manner Eljas Erkko | 21.3.1931 - 3.3.1932    |       | Kok   |
| Vice-Ministre de l'Intérieur Niilo Solja Lennart Oesch Arvo Manner Eljas Erkko | 3.3.1932 - 14.3.1932    |       | amm.  |
| Vice-Ministre de l'Intérieur Niilo Solja Lennart Oesch Arvo Manner Eljas Erkko | 14.3.1932 - 20.10.1932  |       | amm.  |
| Vice-Ministre de l'Intérieur Niilo Solja Lennart Oesch Arvo Manner Eljas Erkko | 25.11.1932 - 14.12.1932 |       | EP    |
| Ministre de la Défense Jalo Lahdensuo                                          | 21.3.1931 - 14.12.1932  |       | ML    |
| Ministre des Finances Kyösti Järvinen                                          | 21.3.1931 - 14.12.1932  |       | Kok   |
| Ministre de l'Éducation Antti Kukkonen                                         | 21.3.1931 - 14.12.1932  |       | ML    |
| Ministre de l'Agriculture Sigurd Mattsson                                      | 21.3.1931 - 14.12.1932  |       | ML    |
| Vice-Ministre de l'Agriculture Pekka Heikkinen                                 | 21.3.1931 - 14.12.1932  |       | ML    |
| Ministre des transports et des travaux publics Juho Niukkanen                  | 21.3.1931 - 14.12.1932  |       | ML    |
| Ministre du Commerce et de l'Industrie Axel Palmgren                           | 21.3.1931 - 14.12.1932  |       | RKP   |
| Ministre des Affaires sociales Edvard Kilpeläinen Erkki Paavolainen Kalle Lohi | 21.3.1931 - 3.3.1932    |       | Kok   |
| Ministre des Affaires sociales Edvard Kilpeläinen Erkki Paavolainen Kalle Lohi | 3.3.1932 - 20.10.1932   |       | Kok   |
| Ministre des Affaires sociales Edvard Kilpeläinen Erkki Paavolainen Kalle Lohi | 20.10.1932 - 14.12.1932 |       | ML    |
| Ministre sans portefeuille Eljas Erkko                                         | 20.10.1932 - 25.11.1932 |       | EP    |